# Wugigarra idi
Wugigarra idi is een spinnensoort uit de familie trilspinnen (Pholcidae). De soort komt voor in Queensland.